# さっぽろ文庫
さっぽろ文庫（さっぽろぶんこ）は、1977年から2002年まで、札幌市教育委員会編集により出された本のシリーズ。

## 概要
札幌の風土の中で生まれ育った芸術、文化、社会、自然の諸相をとらえ、過去・現在・未来をつないで独自な文化の創造と、新しい札幌を築くための糧とし、ひいては文化遺産として後世に残すための札幌市の事業で、1977年から2002年にかけ北海道新聞社より全100巻を刊行。
道内市町村の地域叢書としては、『釧路叢書』（1960年刊行開始）、『旭川叢書』（1967年刊行開始）に次いで3番目の歴史を持つ。
2012年現在、全巻絶版となっているが、札幌市内の図書館で閲覧することが可能である。
なお、100冊のうち67冊を、電子文庫として公開している。